# Gunder Gundersen

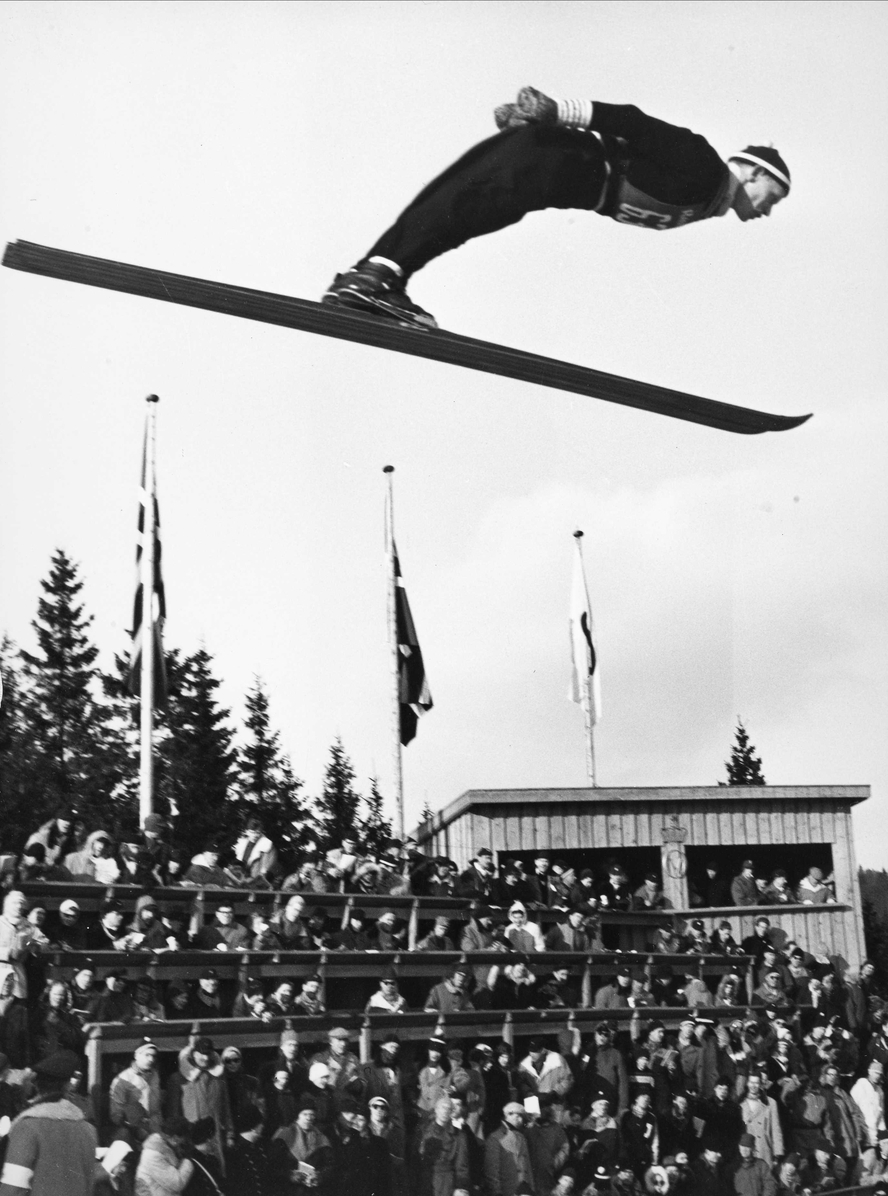
Gunder Gundersen
Datum: Troligtvis 1958.
Plats: Norska mästerskap,
Midtstubakken, Oslo, Norge.

Gunder Gundersen, född den 12 september 1930 - död den 2 juni 2005, var en norsk utövare av nordisk kombination och idrottsledare.
Gundersen tog två medaljer som aktiv. Dels ett silver från VM 1954 i Falun och dels ett brons från VM 1958 i Lahtis. Gundersen deltog även i OS 1960 där han slutade på elfte plats. 
Efter sin aktiva karriär jobbade han som teknikutvecklare inom nordisk kombination där han skapade den så kallade Gundersenmetoden. Metoden innebar att man inom nordisk kombination lämnade intervallstart i längdåkningsmomentet och i stället omvandlade varje poäng i backhoppningen till sekunder. Den som var bäst i backhoppningen startade först i en jaktstart som följde. Förste deltagaren i mål var i och med detta förfaringssätt den som vann tävlingen. Idag kallas 15-kilometersdistansen i nordisk kombination för Individual Gundersen på engelska. Metoden har använts sedan 1985 även om den flera gånger har modifierats utifrån Gundersens ursprungliga poängberäkningssystem. 
1959 fick Gundersen motta Holmenkollenmedaljen för sina insatser i nordisk kombination.